# Parc historique d'Ayutthaya
Le parc historique d'Ayutthaya est un site du patrimoine mondial (Unesco) depuis 1991, situé en Thaïlande.

## Galerie de photographies

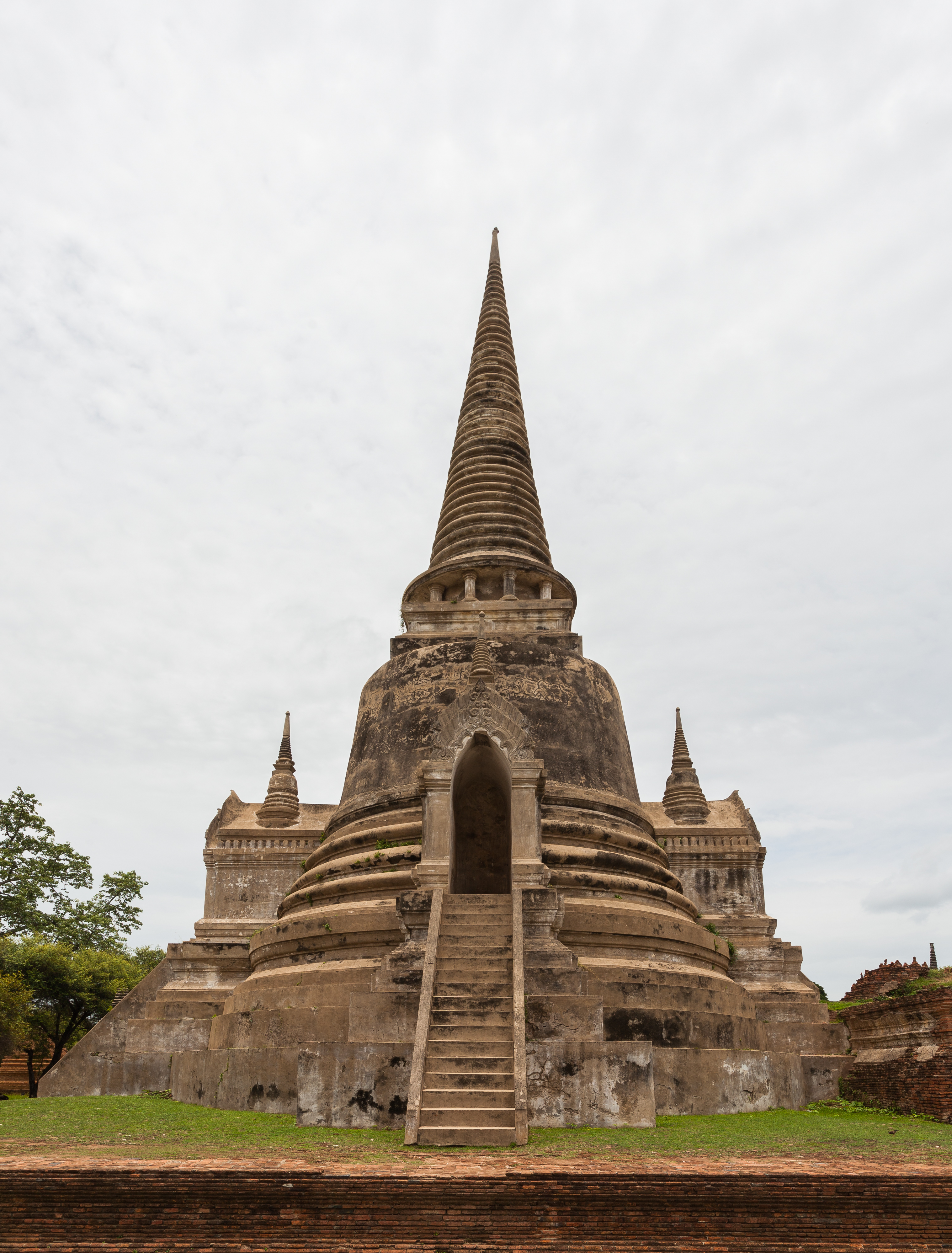
Wat Phra Sri Sanphet.
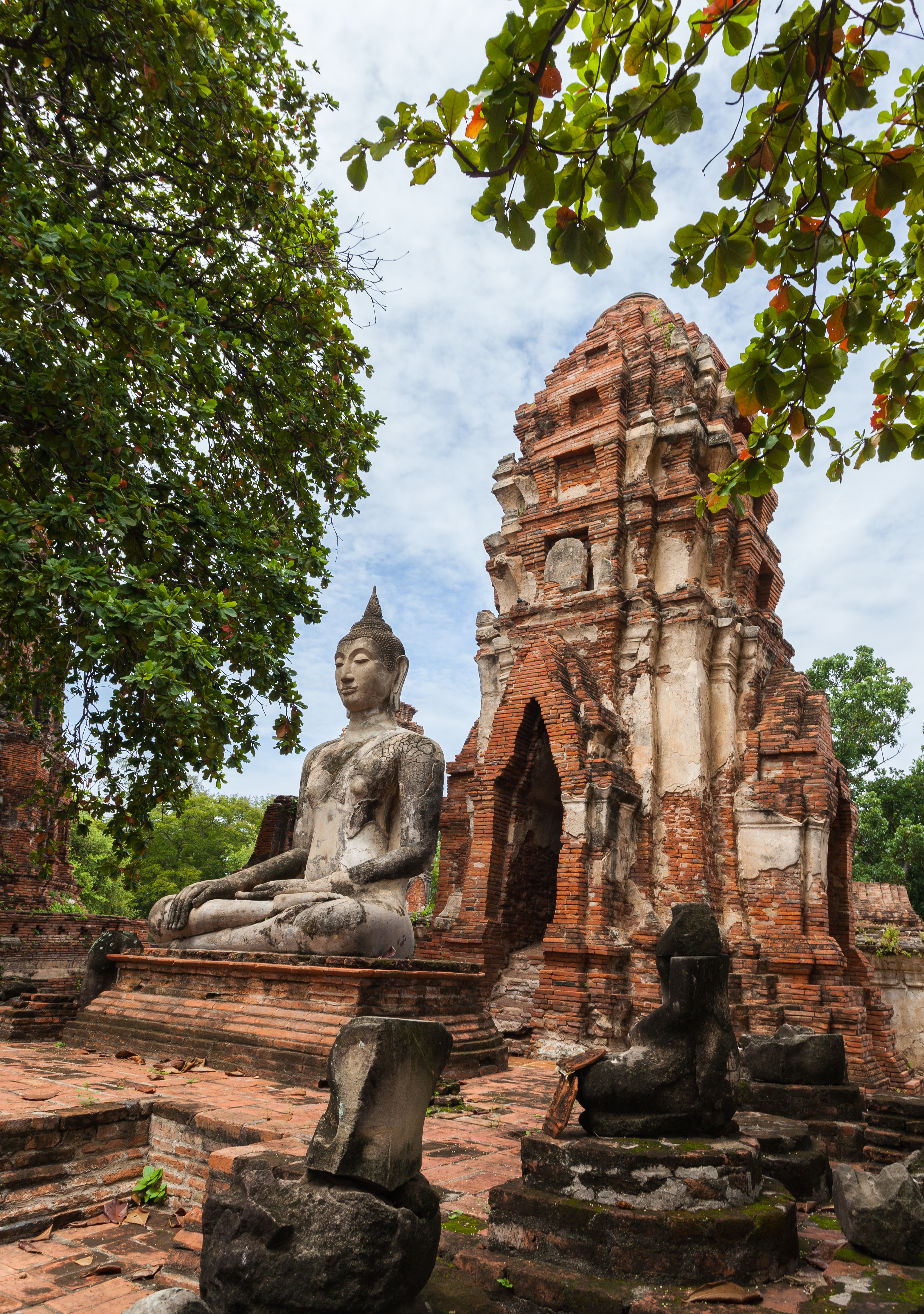
Wat Mahathat.
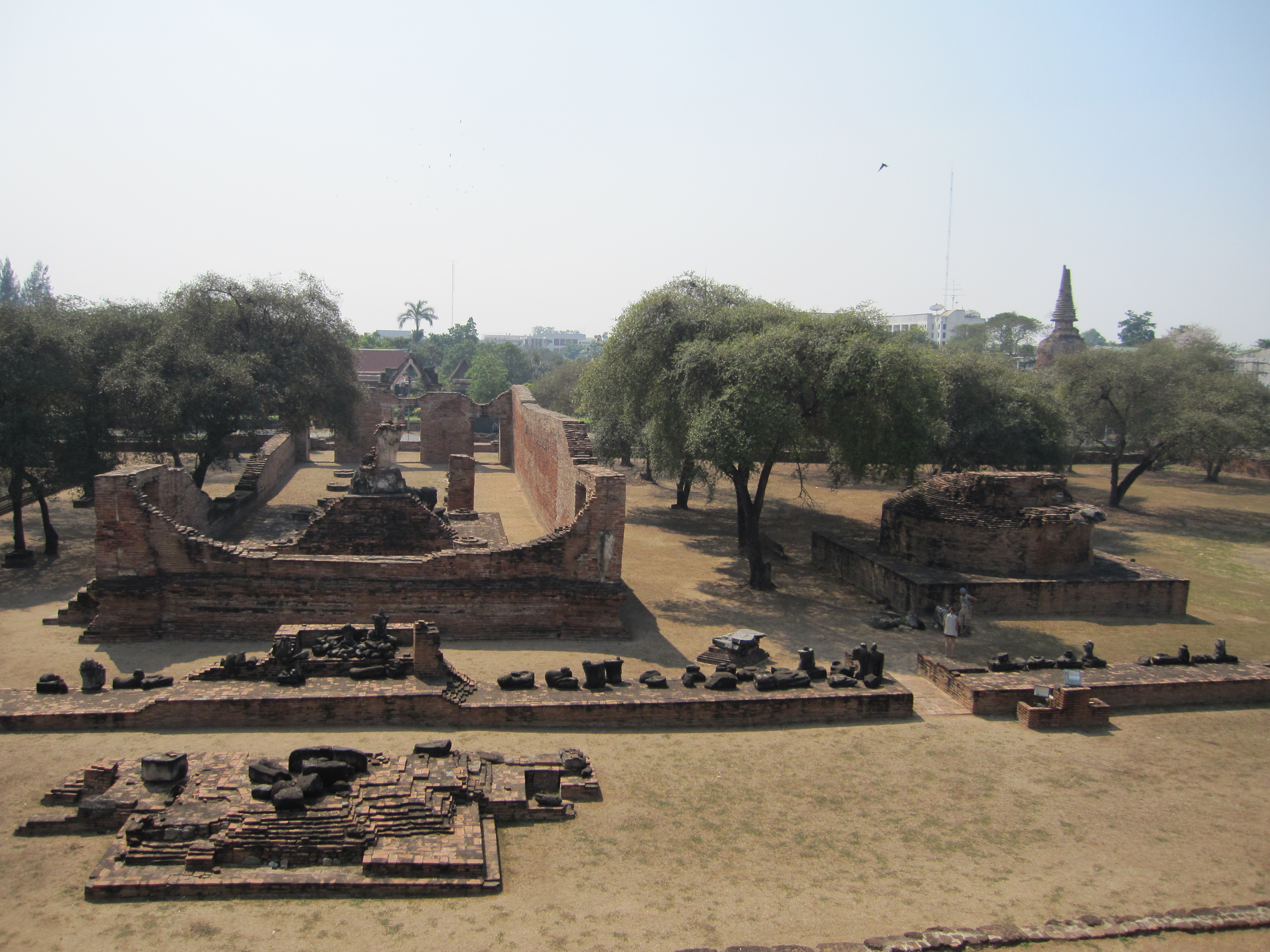
Wat Ratchaburana.
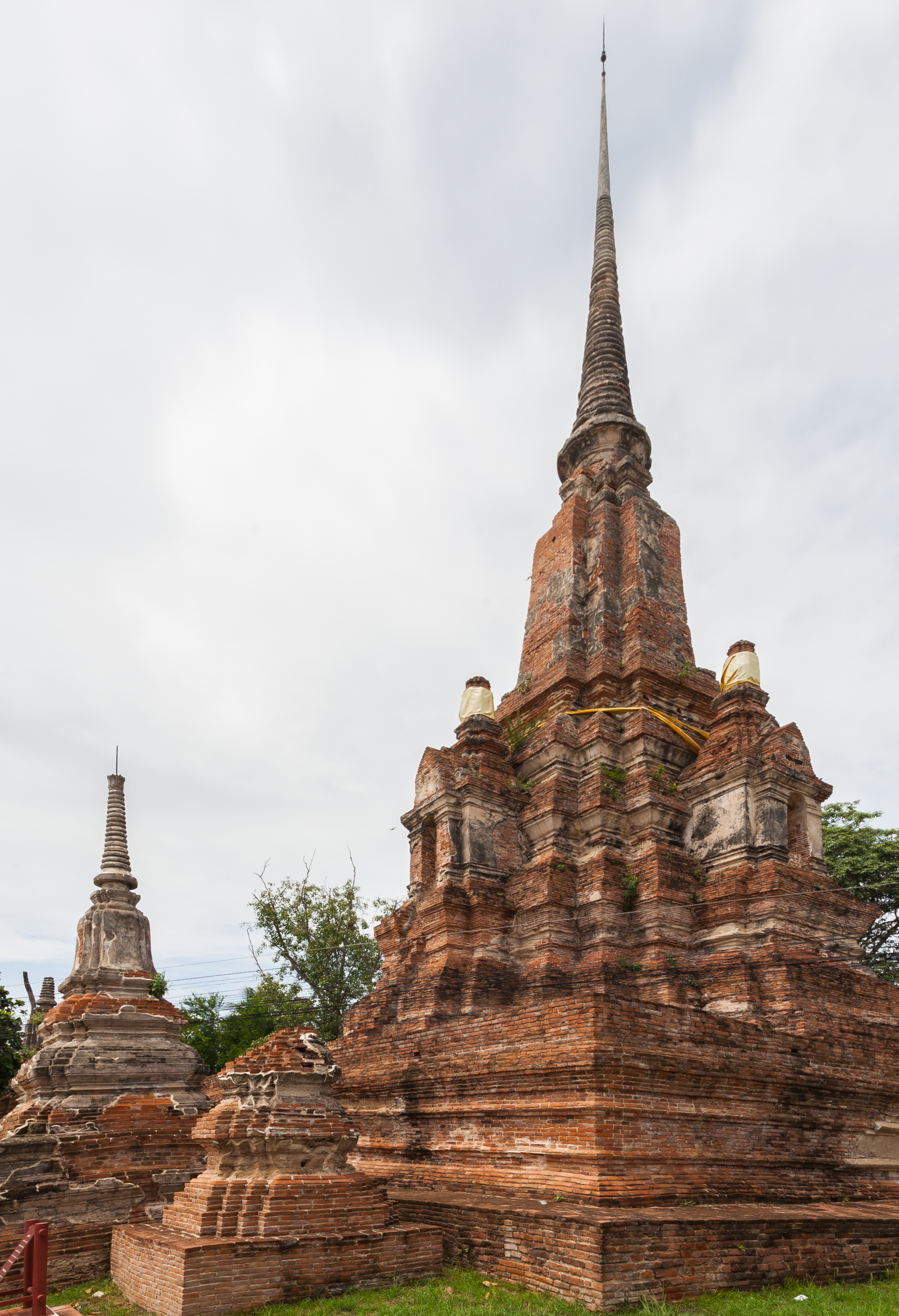
Wat Yanasen.
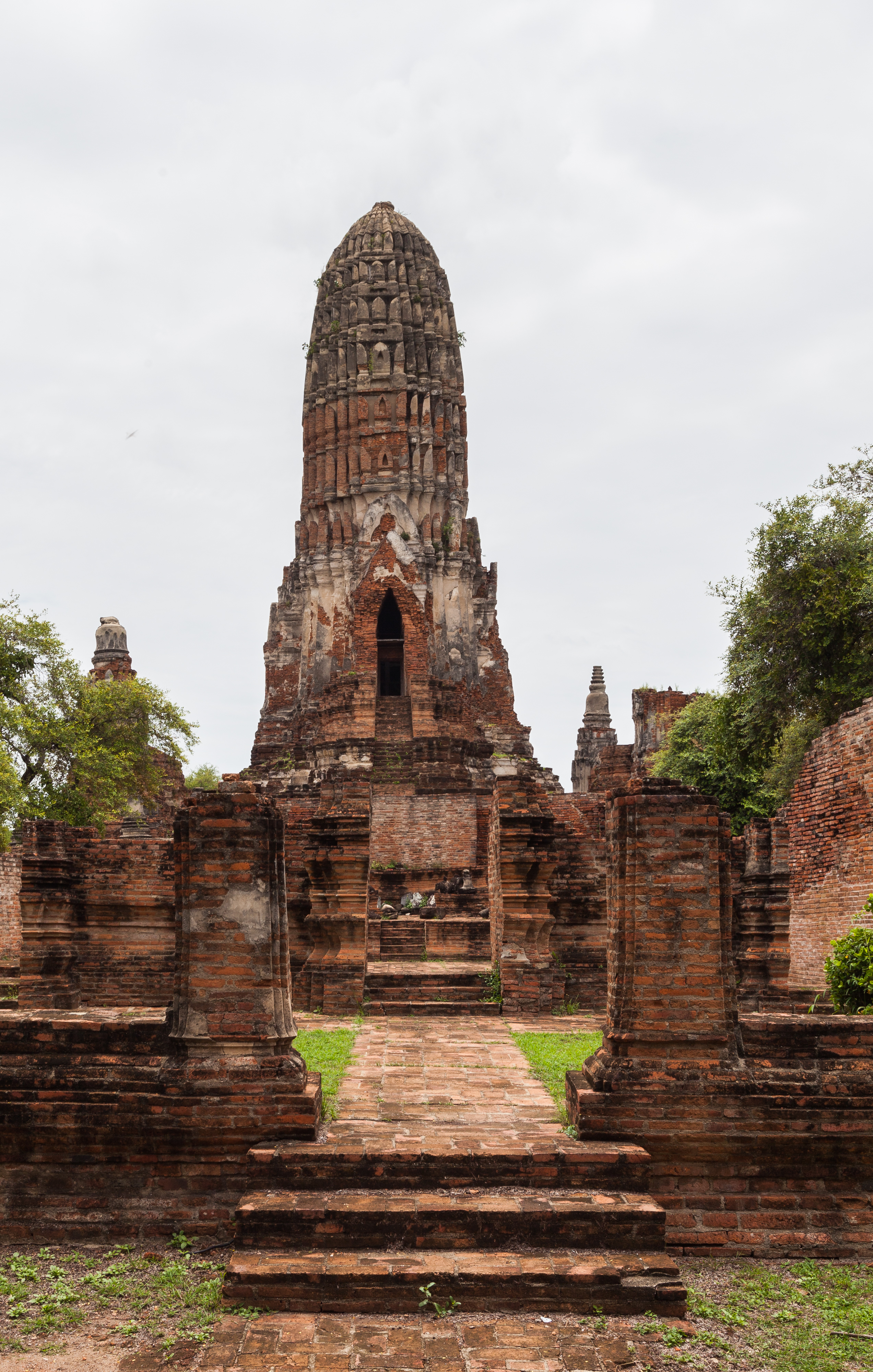
Wat Phra Ram.
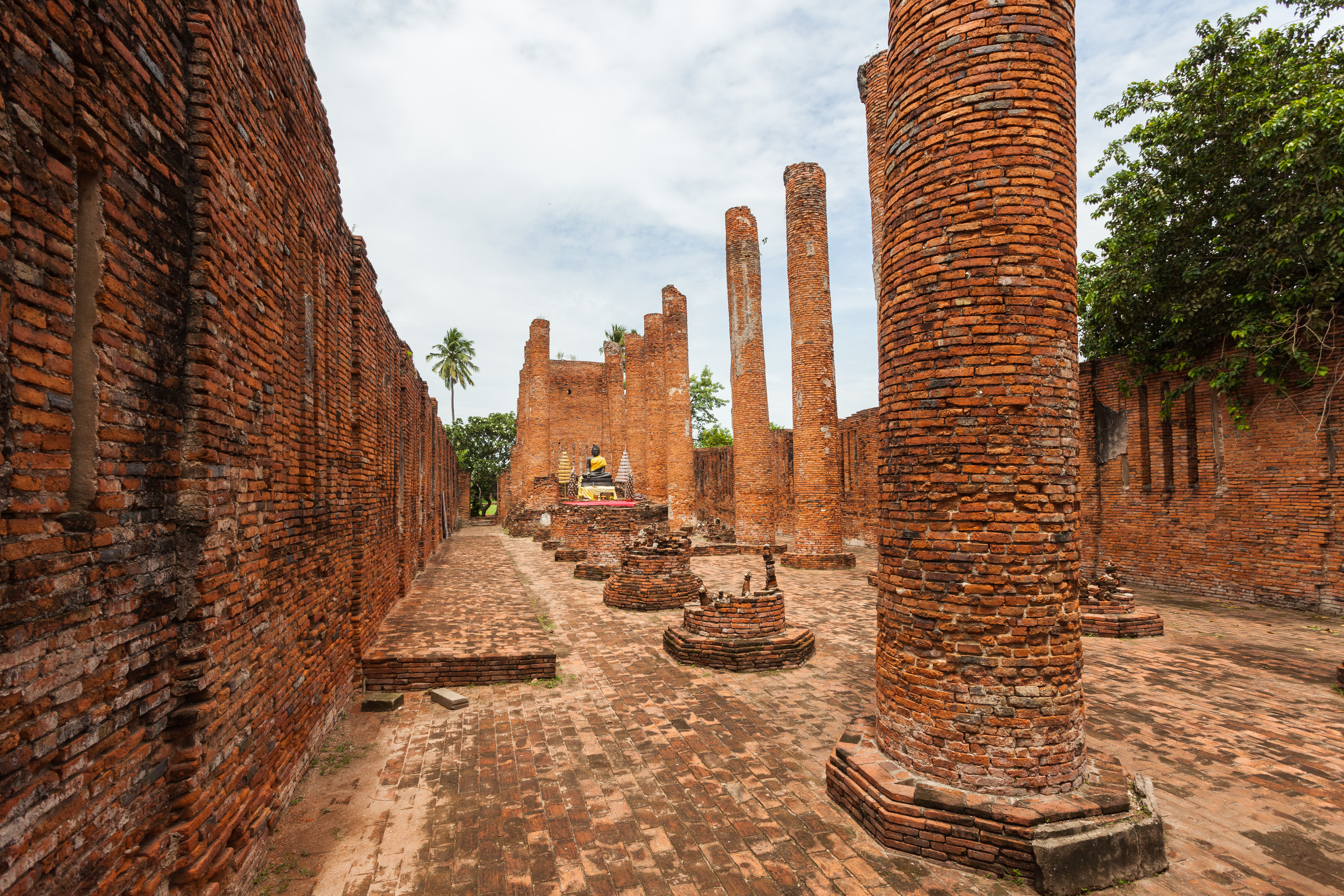
Wat Thammikarat.
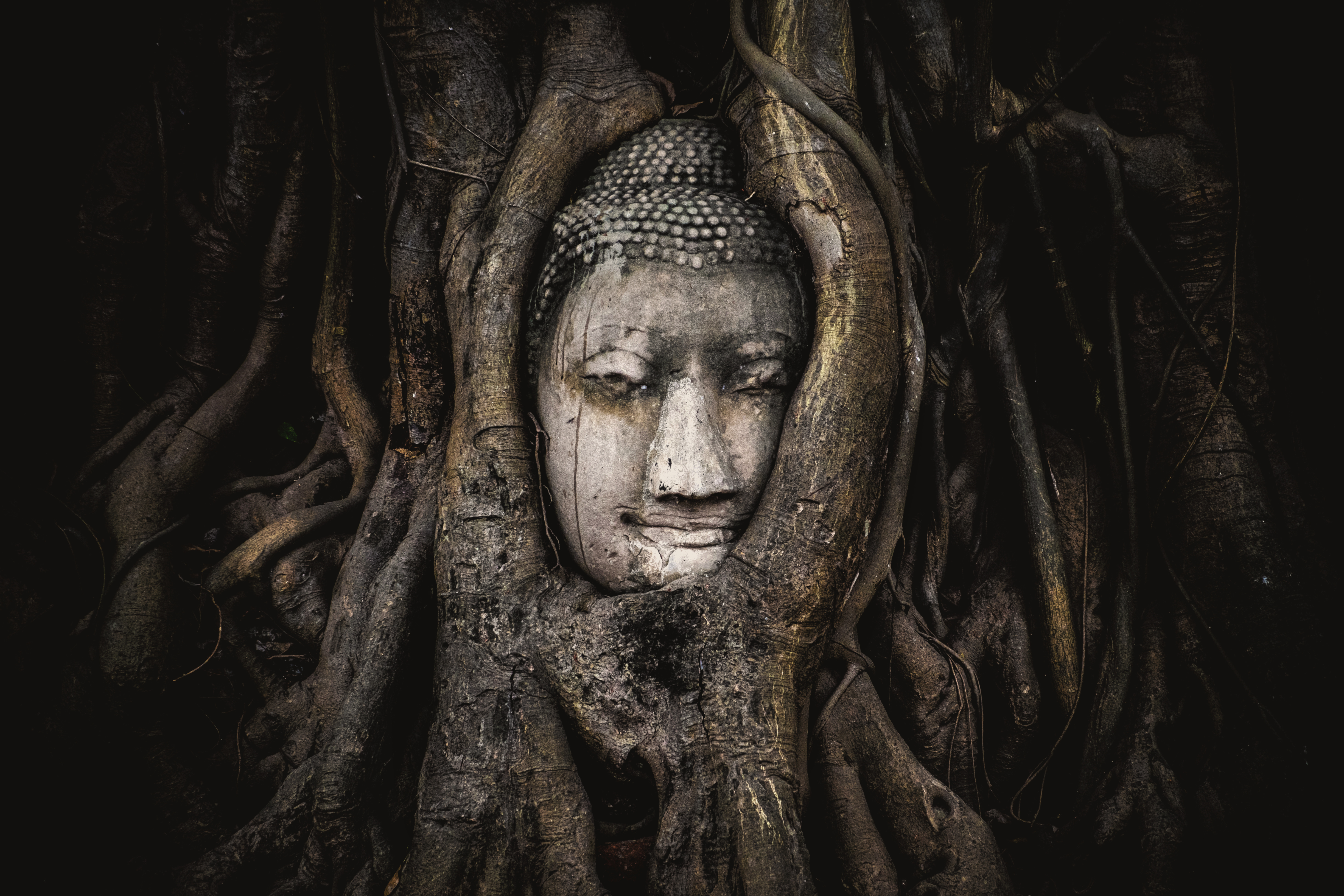
La tête de Buddha, Wat Mahathat.
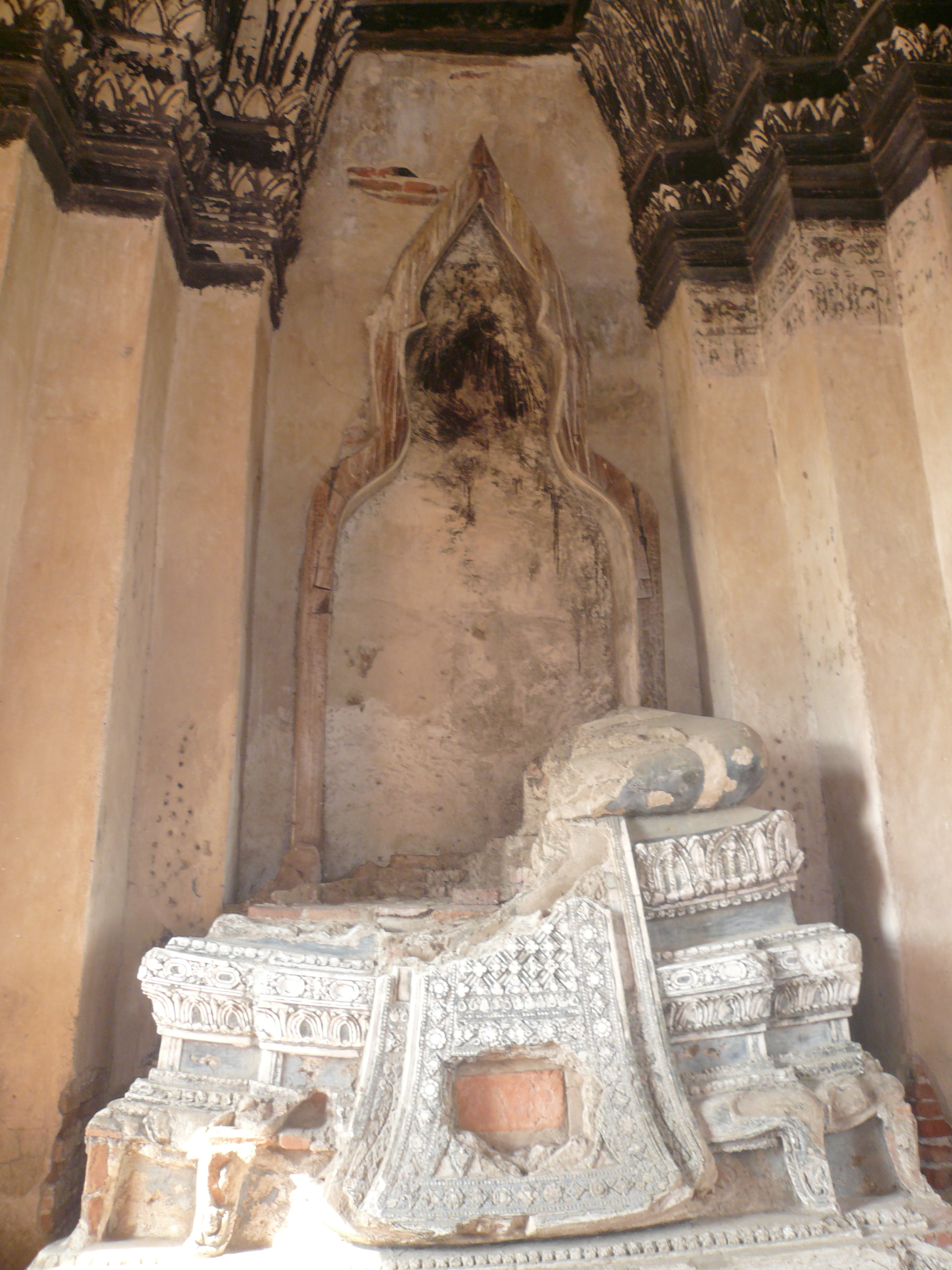
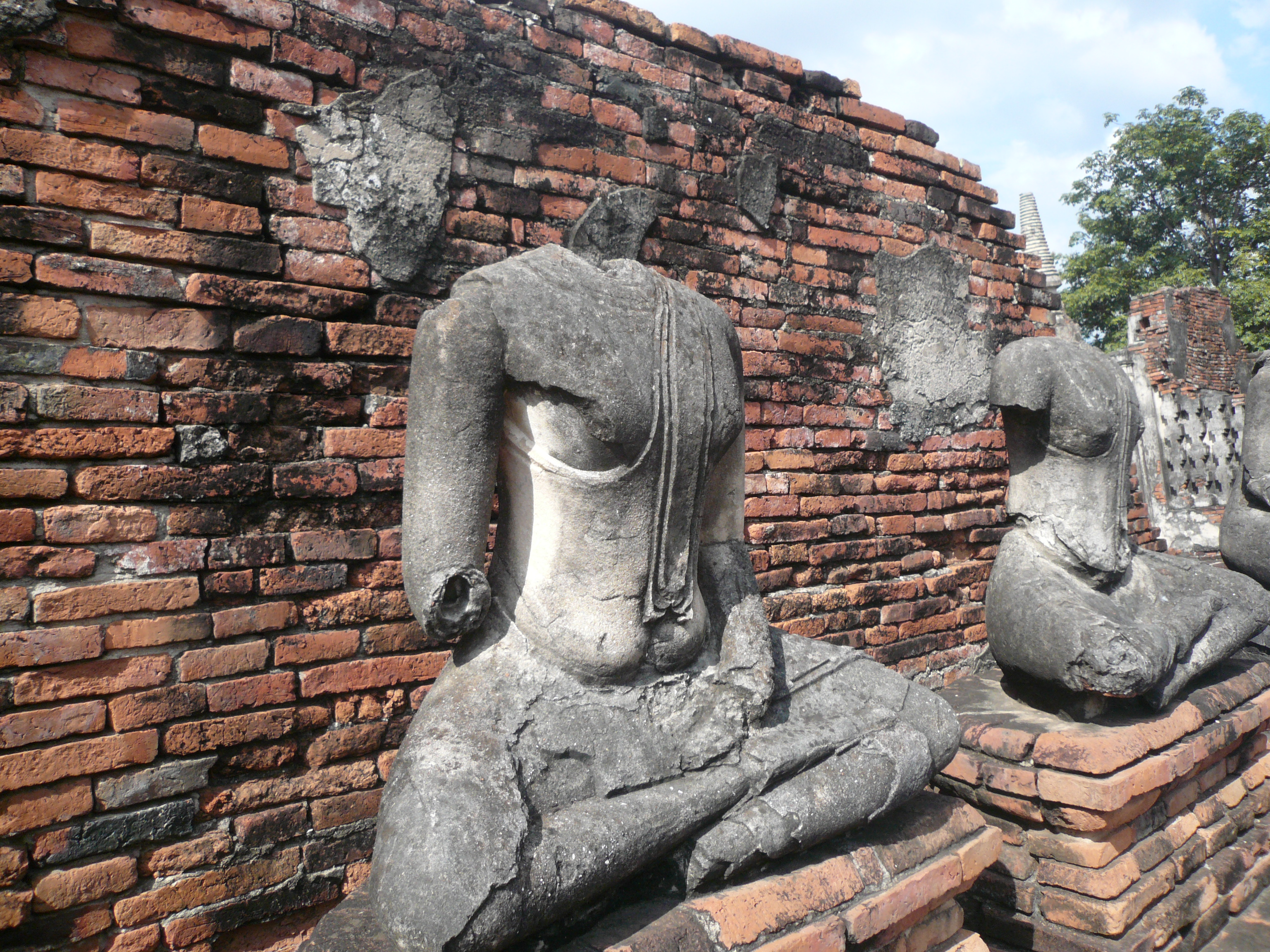
Statues sans têtes.
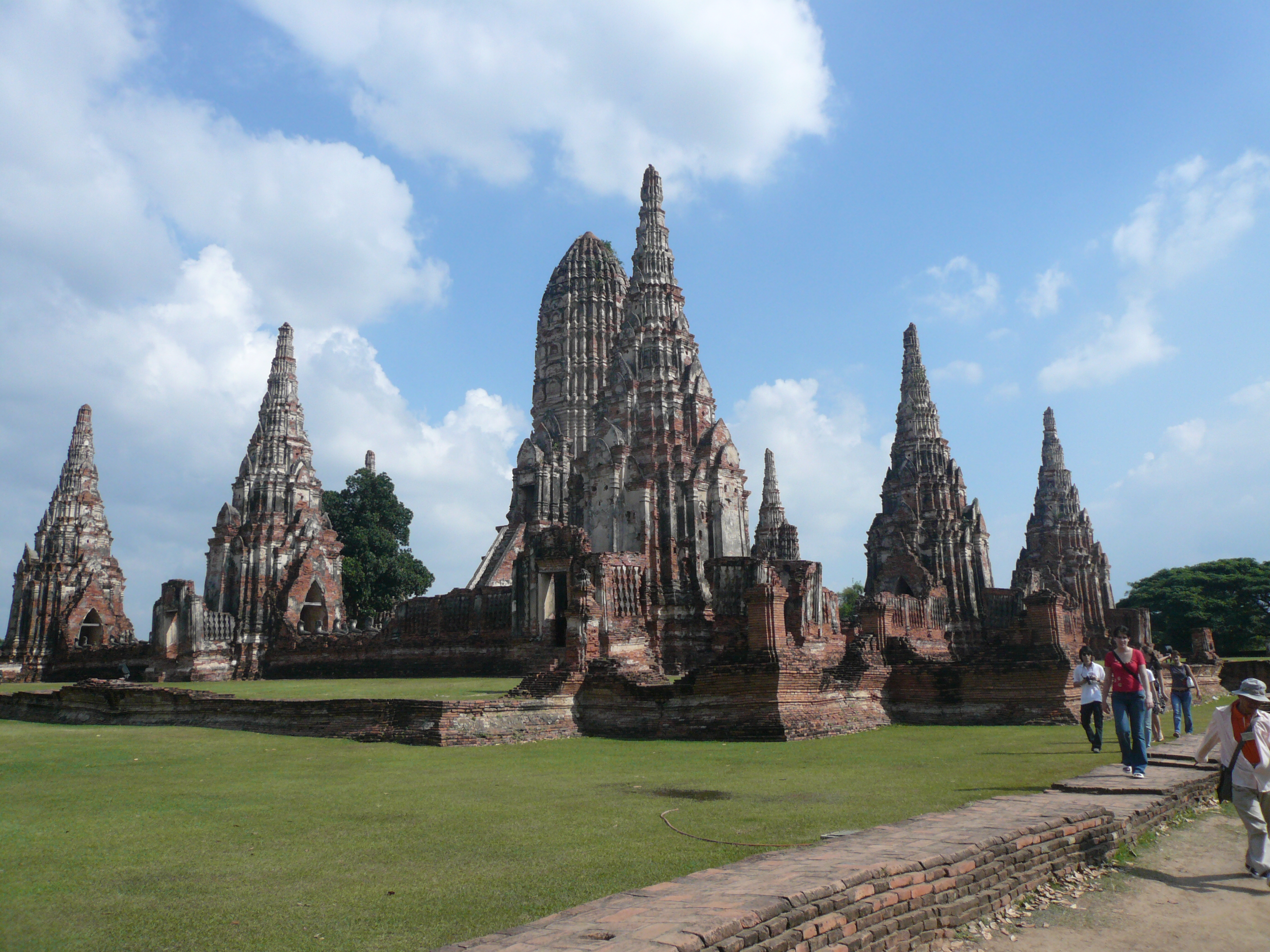
Parc historique d'Ayutthaya.